# Varnská křížová výprava
Varnská křížová výprava uskutečněná v letech 1443–1444 je historický název pro neúspěšné vojenské křížové tažení evropských států proti expanzivní Osmanské říši, která skončila drtivou porážkou Evropanů v bitvě u Varny. Výprava si získala název od tohoto závěrečného s Osmany poblíž Varny, které se jinak říká také „bitva národů u Varny“ nebo „první bitva národů“, která byla svedena ve východním Bulharsku 10. listopadu 1444. V této bitvě turecká vojska pod vedením sultána Murada II. porazila převážně polská a uherská vojska pod vedením Vladislava III. a Jana Hunyadiho. Neúspěch této křížové výpravy zpečetil osud Konstantinopole a Byzantské říše, byla také koncem nadějí balkánských národů na vymanění se z nadvlády Osmanské říše.
Bitvě u Varny předcházely tři méně významné a málo známé střety: bitva u Niše v listopadu 1443, v níž zprvu zvítězili účastníci výpravy, poté bitva u Zlatice 12. prosince 1443 a bitva u Kunovice v lednu 1444, kde vítězili Turci i Evropané. O úspěchu kruciáty bylo rozhodnuto až během závěrečné bitva u Varny 10. listopadu 1444.
Křížové výpravy se zúčastnili jako žoldnéři také čeští veteráni husitských válek pod vedením hejtmana Jana Čapka ze Sán, kteří si sebou přivezli svou osvědčenou vozovou hradbu. Vozy sloužily také jako zásobovací kolona.